# Душан Баста
Душан Баста (Београд, 18. август 1984) бивши је српски фудбалер и репрезентативац. Играо је као десни бек.
Душан Баста је 18 пута наступао за фудбалску репрезентацију Србије и постигао 2 гола. За национални тим је дебитовао 31. марта 2005. против репрезентације Шпаније.
За младу репрезентацију Србије одиграо је 18 утакмица и учествовао на два Европска првенства, 2005 године у Португалији и 2007 године у Холандији. Прве фудбалске кораке направио је са 8 година, а са 13 је дошао у фудбалски клуб Црвена звезда.

## Каријера
Фудбал је почео да тренира са осам година у ПКБ-у из Падинске Скеле, а са 13 година је стигао у Црвену звезду. Припадао је чувеној генерацији ’84, последњој која је у великом броју изнедрила првотимце, који су оставили траг у клубу. Баста је био члан првог тима Црвене звезде од 2002. до 2008. године. Одиграо је 136 званичних утакмица, постигао осам голова и учествовао у освајању три дупле круне 2004, 2006. и 2007. године.
За Звезду је дебитовао на свој 18. рођендан у поразу против Сутјеске (0:1) у Никшићу у другом колу шампионата 2002/03, када је тренер екипе био Зоран Филиповић. Те сезоне је углавном улазио са клупе за резерве и имао врло кратку косу, за разлику од каснијег периода, када је био препознатљив по дугој плавој коси. Сакупио је 12 лигашких мечева, три у Купу и један у Купу УЕФА, а уједно је на двојну регистрацију играо и у дресу Јединства са Уба. Повратком Славољуб Муслина на клупу Звезде, само су Марко Перовић и Дејан Миловановић из генерације 1984. наставили да играју за први тим, тако да је Баста у освајању титуле и Купа 2003/04. одиграо по један меч у оба такмичења, али је зато у екипи Јединства на 27 сусрета постигао девет голова у Другој лиги.
У сезони 2004/05. се усталио у тиму Црвене звезде по десној страни терена. Љупко Петровић је кратко водио тим у квалификацијама за Лигу шампиона, а касније га је наследио Ратко Достанић. Душан је на 23 лигашка меча постигао два гола, по један против ОФК Београда (4:2) и Хајдука са Лиона (4:0). Наступио је и у свим мечевима у квалификацијама за Лигу шампиона против Јанг Бојса и ПСВ-а, а велики успон у његовој каријери нагло је прекинут у 44. минуту 124. вечитог дербија против Партизана (1:1), када му је Алберт Нађ стартом на средини терена поред аут линије сломио руку. Баста је паузирао пет месеци и носио протезу на руци. Ипак, вратио се на терен и поново заиграо у препознатљиво доброј форми. У Купу УЕФА 2005/06. забележио је шест утакмица и постигао гол на гостовању против Стразбура (2:2) у последњем колу Е групе. Звезда је испустила победу у последњим секундама и могућност да презими у Европи после 14 година. Ипак, била је то одлична сезона за клуб. Супериорно је освојена дупла круна, а Баста је у шампионату забележио 25 одиграних мечева. Био је пети најбоље оцењени играч лиге и нашао се у идеалном тиму сезоне по избору Спортског журнала. У освајању Купа одиграо је три сусрета и постигао два гола, један у полуфиналу против Радничког (5:0) у Нишу и у 117. минуту другог продужетка финалне утакмице против ОФК Београда (4:2), када је Звезда после 0:2 направила велики преокрет.
У новом покушају да се домогне групне фазе Лиге шампиона Звезду је зауставио Милан, који је због намештања резултата у Италији требало да буде избачен из евротакмичења, али им је УЕФА ипак дозволила да се такмиче. Баста је одиграо све квалификационе мечеве, а у одбрани домаћих трофеја сакупио је 16 првенствених и четири Куп меча, где се једном уписао у стрелце у шеснаестини финала против Севојна (3:0). Плавокоси десни бек је у својој шестој и последњој сезони (2007/08) у црвено-белом дресу одиграо укупно 30 утакмица у свим такмичењима и постигао два гола. Екипа није успела да прође Глазгов Ренџерс у последњој рунди квалификација за Лигу шампиона, па је такмичење наставила у Купу УЕФА, где је Баста у првом мечу првог кола постигао победоносни гол против пољског Гроцлина (1:0). Забележио је три меча у квалификацијама за Лигу шампиона и шест у Купу УЕФА уз поменути погодак. У домаћем првенству одиграо је 20 сусрета уз један гол у тријумфу против чачанског Борца (4:0).
Каријеру је наставио на Апенинском полуострву у екипи италијанског Удинезеа, чији је члан био од 2008. до 2014. године. За Удинезе је одиграо 105 мечева у Серији А уз девет погодака, а сезону 2008/09 провео је на позајмици у Лечеу. У редовима екипе из Удина постао је стандардан од сезоне 2011/12, када се на 31 лигашкој утакмици пет пута уписао у стрелце. У шампионату 2012/13. на 28 мечева постигао је један гол, а минуле сезоне је на 30 сусрета забележио три поготка. Од сезоне 2014/15. носи дрес римског Лација.

## Репрезентација
Баста је за младу селекцију Србије и Црне Горе одиграо 13 утакмица, постигао два гола и освојио сребрну медаљу на Европском првенству у Холандији 2007. године. За сениорски састав националног тима дебитовао је 31. марта 2005. против Шпаније (0:0). Био је члан репрезентације на Светском првенству 2006. у Немачкој, али није добио прилику да заигра. Одиграо је 18 мечева за национални тим и постигао два гола, оба у победама против Кипра (3:1) и Македоније (5:1).

### Голови за репрезентацију
| #  | Датум             | Место            | Противник  | Гол | Резултат | Такмичење                                |
| -- | ----------------- | ---------------- | ---------- | --- | -------- | ---------------------------------------- |
| 1. | 6. фебруар 2013.  | Никозија, Кипар  | Кипар      | 2-1 | 3-1      | Пријатељска                              |
| 2. | 15. октобар 2013. | Јагодина, Србија | Македонија | 2:0 | 5:1      | Квалификације за Светско првенство 2014. |

## Трофеји

### Црвена звезда
- Првенство Србије и Црне Горе (1) : 2005/06.
- Првенство Србије (1) : 2006/07.
- Куп Србије и Црне Горе (1) : 2005/06.
- Куп Србије (1) : 2006/07.

### Лацио
- Суперкуп Италије (1) : 2017.